# Quint Servili Fidenat (tribú el 382 aC)
Quint Servili Fidenat (llatí: Quintus Servilius Q. f. Q. n. Fidenas) era fill de Quint Servili Fidenat, tribú l'any 401 aC. Formava part de la gens Servília i portava el cognome Fidenat.
Va ser tribú amb potestat consolar tres vegades, el 382 aC, quan junt amb els seus companys va dirigir la guerra contra la ciutat de Velitres, el 378 aC i el 369 aC.